# Răcoasa
Răcoasa è un comune della Romania di 3 547 abitanti, ubicato nel distretto di Vrancea, nella regione storica della Moldavia. 
Il comune è formato dall'unione di 5 villaggi: Gogoiu, Mărăști, Răcoasa, Varnița, Verdea.

## Storia
Nella campagna di Mărăști fu combattuta nel 1917 una battaglia della prima guerra mondiale che risultò vittoriosa per i russo-rumeni.